# Sussex (galinha)

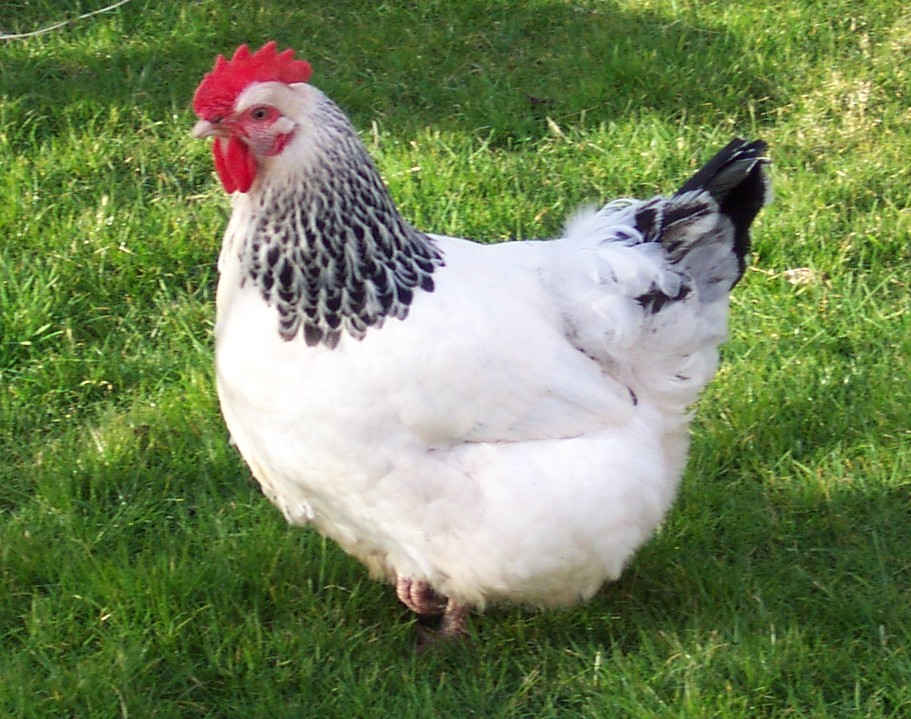
Uma galinha Light Sussex

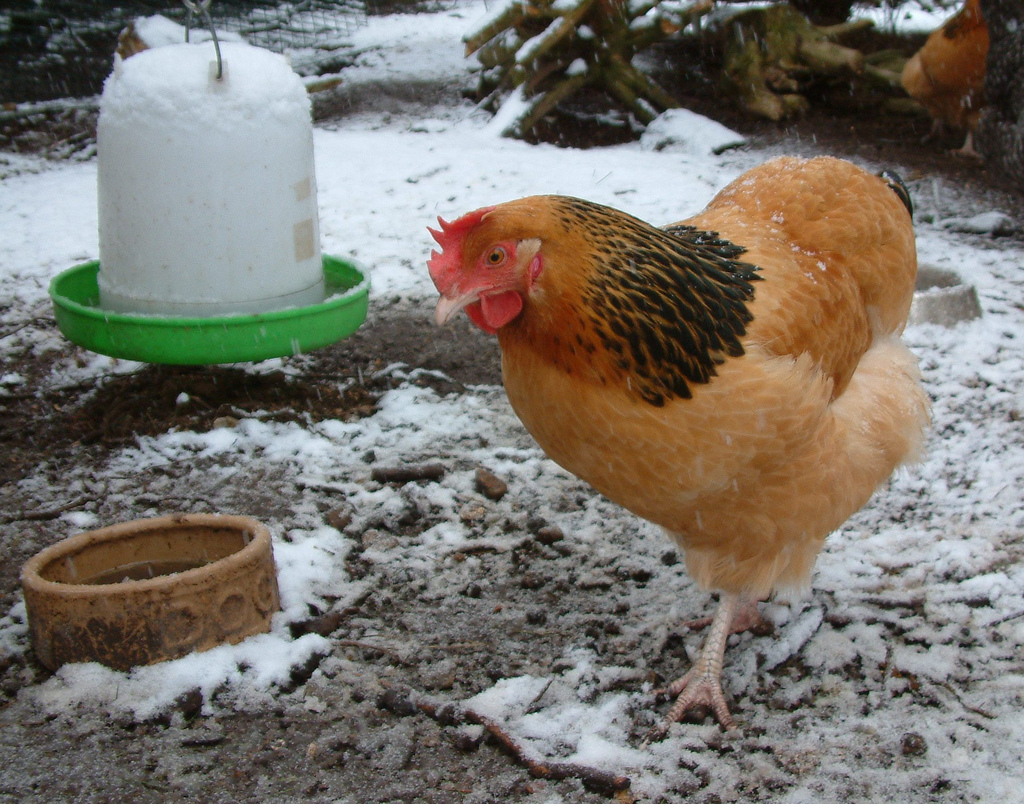
Uma galinha Buff Sussex durante o inverno.

O Sussex é uma raça de galinha difundida em todo o mundo; possui dupla finalidade (ovos e carne) e é originária da Inglaterra em torno da época da conquista romana da Grã-Bretanha em 43 dC  sendo uma galinha de quintal popular em muitos países. O Sussex é uma espécie mansa e tranquila, de constituição pesada e presentes em variedades de cores diferentes: surgem em oito cores (com um par sendo mais desenvolvido) e tem uma versão garnisé em tamanho 1/4; as galinhas anãs poderão possuir qualquer uma das oito cores.

## Ligações Externas
- SUSSEX